# توماس شيلتون (مغني)
توماس شيلتون (بالإنجليزية: Thomas Shelton)‏ هو مغني أمريكي، ولد في 28 أبريل 1958.